# 콘택트 (영화)
《콘택트》(영어: Contact)는 칼 세이건의 소설 《콘택트》를 원작으로 한 1997년의 SF 영화이다.

## 줄거리
어린 시절 아버지를 잃은 소녀 엘리(조디 포스터)는 밤마다 모르는 상대와의 교신을 기다리며 단파 방송에 귀를 기울인다. 천체물리학자가 된 엘리는 사막의 관측소에서 우주로부터 오는 단파 신호를 수신하던 어느 날 직녀성으로부터 정체 모를 메시지를 받게 된다.(2 - 3 - 5 - 7 - 11 - 13 - 17 - 23 - 29 - 31 - 37 - 41 - 43 - 47 - ... - 89 - 97 - 101.) 수신은 계속되고 급기야 그 메시지의 의미를 해독하여 전 세계의 이목이 집중된다. 그리고 해독된 메시지의 내용은 은하계를 왕복할 수 있는 이동 수단(기계 장치)의 설계도임이 밝혀진다.
전 세계는 그 설계도로 인해 희망과 혼돈이 교차하기도 하지만, 설계도대로 성간 이동 장치가 완성된다. 마침내 엘리는 그 장치를 타고 여러 개의 윔홀을 통과하여 아름답기 그지없는 직녀성에 도착하고, 아버지의 형상을 만나 이야기를 나누기도 한다. 하지만 발사된 지 단 몇 초 만에 바다에 떨어진 장치 속에서 그녀가 경험한 18시간의 외계 여행은 단지 그녀만의 것이 되고 만다.

## 배역
- 조디 포스터 - 엘리 애로웨이
- 매슈 매코너헤이 - 팔머 조스
- 제임스 우즈 - 마이클 키츠
- 존 허트 - S.R. 헤든
- 톰 스커릿 - 데이비드 드럼린
- 윌리엄 피츠너 - 켄트

## 한국어 더빙

### SBS (2006년 8월 13일)
- 윤소라 - 엘리 애로웨이(조디 포스터)
- 안지환 - 팔머 조스(매슈 매코너헤이)
- 정동열 - S.R. 헤든(존 허트)
- 박상일 - 데이빗 드럼린(톰 스커릿)
- 장광 - 마이클 키츠(제임스 우즈) / 테드 애로웨이(데이비드 모스)
- 김관진 - 켄트 클라크(윌리엄 피츠너)
- 이진화 - 레이철 콘스턴틴(앤절라 바셋)
- 이재정 - TV 방송 앵커(디디 마이어스)
- 김순영 - 기자(클레어 시프먼) / TV 방송 음성
- 서광재 - 윌리(맥스 마티니) / 클린턴 대통령 / 목사(헨리 스트로져)
- 김서영 - 어린 엘리(제나 멀론)
- 이상훈 - 조셉, 테러범(제이크 부시) / 연구원
- 방성준 - 연구원(제프리 블레이크)

#### SBS판 스태프
- 타이틀그래픽 - 강봉균
- CG - 한혜원
- 녹음 - 최정문
- 편집감독 - 양승원
- CM편집 - 백광제
- CM운행 - 김창선
- 번역 - 최익성
- 연출 - 김박

### KBS (2012년 6월 1일)
- 소연 - 엘리(조디 포스터/제나 멀론)
- 홍시호 - 팔머(매슈 매코너헤이)
- 김세한 - 마이클 키츠(제임스 우즈)
- 안종국 - S.R. 헤든(존 허트)
- 한상덕 - 데이빗 드럼린(톰 스커릿)
- 안경진 - 레이철 콘스탄틴(앤절라 바셋)
- 이재용 - 켄트 클라크(윌리엄 피츠너)
- 이원준 - 윌리(맥스 마티니) / 내각 인원(롭 로) / 재단 직원(마이클 샤번)
- 정훈석 - 피셔(제프리 블레이크)
- 위훈 - 테드(데이비드 모스) / 클린턴 대통령(본인)
- 최정호 - 조셉, 테러범(제이크 부시) / 래리 킹(본인)
- 곽윤상 - 목사(헨리 스트로져)
- 은정 - 방송 진행자(디디 마이어스)
- 이지환 - 연구원(토마스 거너)
- 박희은 - 기자(클레어 시프먼)

#### KBS판 스태프
- 녹음 - 백광재
- 타이틀제작 - 윤성기, 김창동(KBS 미디어텍)
- 그래픽 - 권미정
- 편집 - 윤수야
- 번역 - 최성연
- 연출 - 이원희
- 기획 - KBS 한국방송
- 우리말제작 - KBS 미디어

## 트리비아
- 원작의 작가 칼 세이건은 영화가 개봉하기 약 7개월 전에 사망하였다.

## 참고 자료
- 외계의 지적생명탐사
- SETI@home 세티앳홈